# Euphilotes glaucon
Euphilotes glaucon är en fjärilsart som beskrevs av Edwards 1867. Euphilotes glaucon ingår i släktet Euphilotes och familjen juvelvingar. Inga underarter finns listade i Catalogue of Life.